# 맹원태
맹원태(1988년 12월 12일 ~ )는 대한민국의 뮤지컬 배우다.

## 방송
- 더블 캐스팅 (2020) - Top44

## 공연
- 블러드 브라더스 (2014)
- 타이거 (2015)
- 레미제라블 (2015)
- 시라노 (2017)
- 닥터 지바고 (2018)
- 지킬 앤 하이드 (2018)
- 일 테노레 (2018)
- 스위니토드 (2019)
- 데스노트 (2022)